# 歴史神学
歴史神学（れきししんがく、英語：Historical Theology,独語：Historische theologie）は聖書神学、組織神学、弁証学、実践神学、に並ぶ神学の一部門である。
歴史神学とは、神の人間に対する超自然的啓示と、使徒時代に始まる教会の歴史を、歴史学的方法によって研究する神学の部門である。
歴史学に属する諸学科には、教会史、教理史、信条史、伝道史、教父学、教会政治史、礼拝史、キリスト教美術史、教会音楽史、など、教会活動に関係する全領域が含まれる。